# ATV+
ATV+ es un canal de televisión abierta peruano, propiedad del Grupo ATV, que inició sus transmisiones el 21 de septiembre de 2011. Su programación se basa en noticias nacionales, internacionales y miscelánea.

## Historia

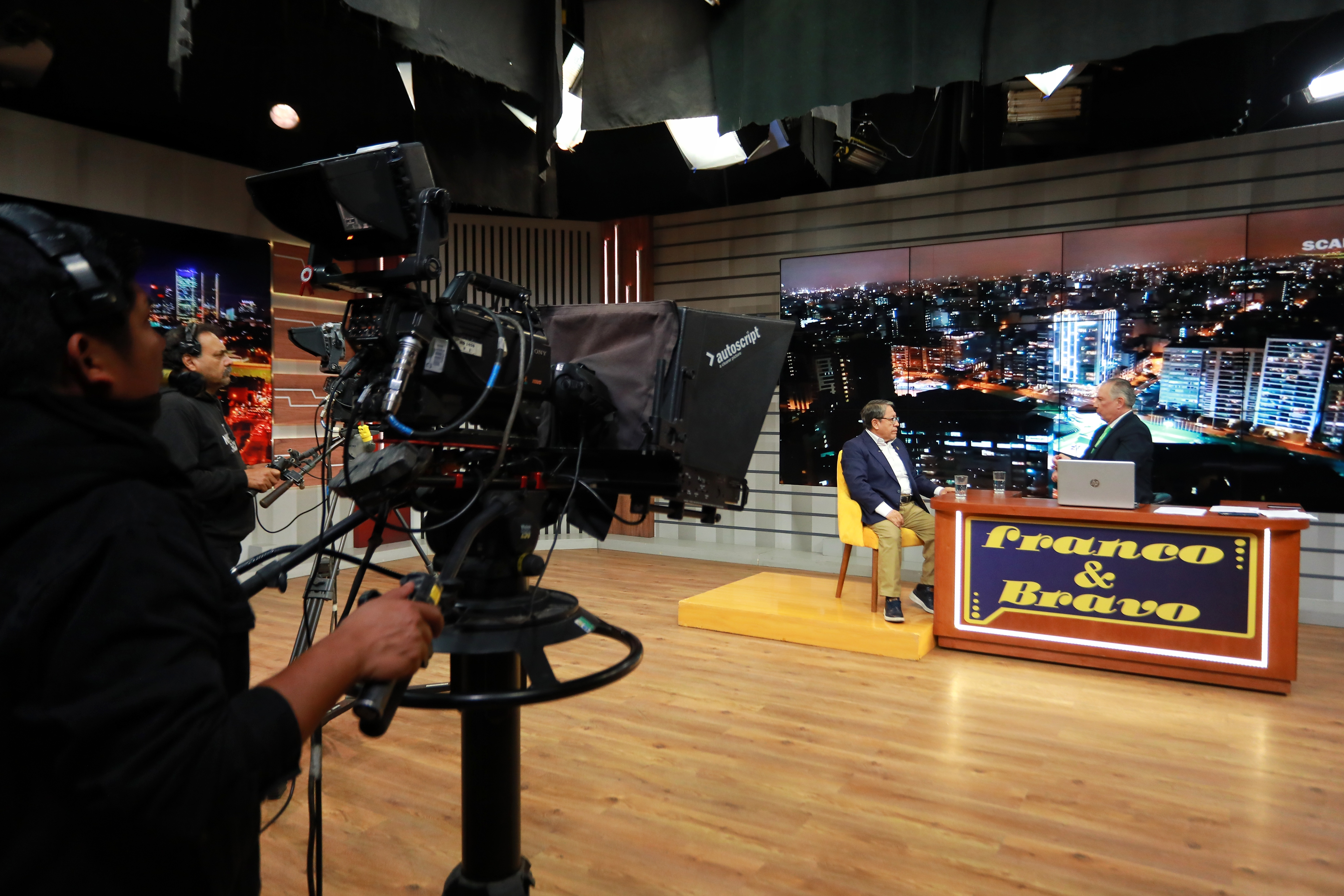
El plató de ATV en el que aparece el político Ciro Castillo Rojo en el programa Franco y Bravo.

A mediados de 2011, ATV+ inicia sus emisiones de prueba en la frecuencia 21 UHF, al emitir videos musicales variados de forma continua en simultáneo con el canal 39 UHF en la TDT, en el cual transmitía videos musicales.
A partir de 16 de noviembre de 2011 se empezó a distribuir por cable en Movistar TV.
La programación en sus inicios era de 5:30 a.m. a 00:00 a.m., y más adelante en 2012 se establece como un canal en emisión las 24 horas del día.
En esta primera etapa se estrenaron los programas: "ATV+ Noticias", "+Perú", "+QN (Más Que Noticias)", "+Mundo", "Doble Clic", "8", "Buenas Noches". Y a la par se suman los programas informativos de ATV (Primera Noticia, ATV Noticias Edición Central, Diez, Nunca Más, Día D) y Global TV (Tribuna Abierta), que se emitían en simultáneo.
Desde el mes de mayo de 2012, ATV+ se convirtió en subcanal de ATV HD en el canal 9.2. En el año 2012 y 2013 se estrenan nuevos espacios en la programación como: "+Deportes", "Al Día", "Economía En Directo", "Dándole Vueltas" y "Hasta Mañana".
Uranio TV reapareció en noviembre de 2012 a través del canal 39 UHF de forma temporal en la TDT durante la disputa entre el Grupo ATV y RBC Televisión (hoy Viva TV) por el canal 11 de la banda VHF de Lima. Según funcionarios de ATV, el Grupo planeaba hacerse con la frecuencia 11 y usarla para relanzar a Uranio TV, ya que previamente había alquilado el canal mediante ATV Sur. Sin embargo, una vez que el Tribunal Supremo falla a favor de RBC, Uranio TV desaparece definitivamente y su señal en el canal UHF es aprovechada para lanzar ATV+ en Lima como parte de una «alternativa informativa», dentro del canal virtual 8.1 de la TDT en HD. Arpeggio TV empezó a transmitir como subcanal de ATV+ dentro del canal 8.2 hasta 2017, año que cesó sus emisiones.
El 2 de marzo de 2015, ATV+ fue relanzado como ATV+ Noticias, con un cambio dentro de su propio equipo periodístico, ingreso de nuevos periodistas y nueva cortina musical. La programación se renueva y se estrenan los espacios: "Primer Reporte", "Edición Matinal", "Edición Tarde", "De 3 a 5", "Edición Central", "Hora Clave", "Redes y Poder" y "Punto de Vista". Además, se eliminaron definitivamente los bloques informativos de fin de semana, emitiendo programas periodísticos de archivo que anteriormente se transmitieron en ATV, como Diez o Nunca Más.
El 19 de febrero de 2018, ATV+ Noticias se vuelve a denominar ATV+, renueva su gráfica, estrena nuevos programas y cambia su cortina musical. En cuanto a programación, sus espacios informativos de lunes a viernes cambian de estructura y se inauguran los espacios que se convertirían por siete años en la columna vertebral del canal: Noticias al Día, Línea Directa, Andrea Al Mediodía, En Contacto, +Deportes, +QNoticias, Estación Central, Sin Rodeos y Punto de Vista; y no se retomaron o inauguraron espacios informativos de fin de semana en vivo. En su señal en resolución estándar, el canal cambia su relación de aspecto de 4:3 a 16:9 y se convierte en un reescalado directo de la señal en alta definición.
El 4 de marzo de 2019, ATV+ estrena nueva gráfica en su programación y nueva cortina musical que cambia de estilo a medida que avanza el día. Además el signo "+" del logo tiene tres variantes: amarillo (durante la mañana), rojo (durante la tarde), y azul (durante la noche). En esa breve temporada se estrenó A tiempo, un programa de responsabilidad social respaldado por el Congreso de la República. Y también los bloques de programación sufren pequeñas modificaciones, los programas "Linea Directa" y "Andrea Al Mediodía" fueron cancelados y reemplazados por "Noticias al Día". Y en el 2020 el programa "Sin Rodeos" también fue cancelado, siendo reemplazado por "Estación Central".
A finales de 2021, ATV+ mudó su frecuencia en la UHF de Lima, pasando del canal 21 al canal 23 (en donde este último emitía su canal hermano ATV Sur, pasando a emitir en el canal 21.1 de TDT en Lima).
El 31 de marzo de 2022, la señal de ATV+ se emitió en simultáneo a través de la plataforma de streaming ViX. La señal se dejó de ofrecer a partir del 2023 con el lanzamiento de la versión prémium, ViX+. En ese mes, se estrenó el programa especializado Tierra adentro.Al mes siguiente, se reestrenó el programa Punto de vista con la periodista Katty Villalobos y Julio Fernández.
El 7 de febrero de 2023, ATV+ hace un intercambio de señales con su canal hermano La Tele, emitiendo en el canal 15 (10.1 en TDT), y La Tele pasa a emitirse en el canal 23 en señal abierta (23.1 en TDT). Y en ese mismo año se cancela el programa "+Deportes", convirtiéndose en una secuencia dentro de los programas informativos del canal.
El 29 de abril de 2024, algunos programas del canal como En Contacto y Estación Central, se transmiten en simultáneo con Global, actualmente solo se emiten Al Dia y En Contacto. El 29 de julio de 2024 se estrena el programa "Franco & Bravo", espacio dedicado a entrevistas y análisis de coyutura, presentado por Oscar Eduardo Bravo. Dicho programa finalizó el 30 de diciembre de 2024.
El 10 de abril de 2025, ATV+ cambió de manera drástica su programación tras un gran recorte de personal debido a una crisis financiera en el Grupo ATV, y en medio de rumores que indicaban que la señal sería cerrada. Durante los primeros días solo transmitió programas en vivo de 5:00 a.m. a 2:00 p.m., y en las horas restantes se repetían en diferido los programas emitidos ese día en una ronda de 9 horas. Más adelante, según Christian Bayro, el 15 de abril del mismo año se restableció la programación en vivo de 2 a 9 p. m. con un formato de «pódcast» en vivo, que se anunció como parte de «la nueva temporada de ATV+» , mientras que los programas que se emitieron durante ese horario (En Contacto II, +QNoticias, Estación Central y Punto de vista) fueron cancelados, debido a la reestructuración y el cambio drástico de la programación del canal. Días después se estrenan de manera oficial y gradual los programas: El Deportivo Digital, conducido por Steve Romero y Jason Sánchez, Fe de Erratas, conducido por Karina Reynafarge y Diego Ocmin, De 5 a 7, con Josh Zelada, Gabriela García y Eder Martínez, y Off The Record, conducido por Juan Carlos Gambini. Estos nuevos programas se emiten en simultáneo por televisión y en los canales de YouTube de ATV Noticias y ATV Deportes.
El 6 de julio del 2025 regresa a la programación el programa "Franco & Bravo", ahora emitiéndose los fines de semana en el horario de las 8:00 pm, presentado por Oscar Eduardo Bravo.

## Programación
La estructura actual de la programación de ATV+ ha sido la misma desde 2015: programas informativos en vivo de lunes a viernes de 05:00 a 22:30, siendo ATV Noticias, edicion matinal el único noticiero de ATV que transmite en simultáneo. El horario de las 20:00 es dedicado al programa principal de análisis, opinión, entrevistas y debates y fueron conducidos desde 2015 por Christian Hudtwalcker, Alfonso Baella Herrera, Juan Carlos Gambini, Alicia Retto, y actualmente, Oscar Eduardo Bravo. Desde 2019, el canal transmite infomerciales durante las madrugadas, siendo solamente interrumpidos por transmisiones en vivo de eventos informativos de gran relevancia.
Salvo la actual emisión del programa especializado Tierra adentro, ATV+ no transmite programas informativos los fines de semana (ni en vivo ni en diferido), siendo hasta la fecha el único canal informativo peruano de gran importancia que no lo hace. Tampoco se transmiten programas informativos en los días festivos de la Semana Santa católica, donde transmite películas y contenidos bíblicos y religiosos; y los de Navidad y Año Nuevo, donde también transmite contenidos relacionados con la festividad, películas y algunos de los programas de la programación del fin de semana.

### Informerciales
- GeoHerbal (Antes Nutrisa Life)
- Fitosana, Vida Sana

### Programas en simultáneo con ATV
- ATV Noticias: Edición Matinal
- ATV Noticias: Edición Central (solo durante coberturas de eventos informativos en simultáneo con ATV)

### Programas propios
- Al Día (En simultáneo con Global)
- En Contacto (En simultáneo con Global)
- Fe de Erratas*
- De 5 a 7*
- El Deportivo Digital (En simultáneo con YouTube: ATV Deportes)
- Off The Record
- Franco & Bravo (Emitido los sábados y domingos)

En caso suceda una cobertura de un evento informativo, ATV interrumpirá su programación regular y pasará a emitir en simultaneo la señal de ATV+.
(*) Programas emitidos en simultaneo con el canal de YouTube de ATV Noticias.

### Misceláneas
- Diez con Álamo Pérez-Luna (temporadas 2011, 2012, 2013 y 2014 emitidas por ATV)
- Alto al crimen (repetición de la semana anterior emitida por ATV)
- Tierra Adentro (transmitido el domingo en vivo)

### Programas internacionales
- Al Extremo (programas de sus inicios)
- Cámara Loca
- Documentales
- Lucha Libre AAA desde México
- ESPN KnockOut

## Bloques
- +QEconomía (En contacto) | Bloque presentado por la Escuela de Posgrado en Negocios de la Universidad ESAN
- +Mundo
- +Perú
- +Deportes (Bloque dentro de los espacios informativos del canal)

## Conductores

Ely Yutronic, presentadora de Edición Central

- Ely Yutronic
- Mari Calixtro
- Mávila Huertas
- Pamela Vértiz
- René Gastelumendi
- Juan Carlos Gambini
- Steve Romero
- Karina Reynafarge
- Diego Ocmin
- Eder Martinez
- Jason Sánchez
- Sofía Gallegos
- Carlos Medina
- Oscar Eduardo Bravo

## Logotipos

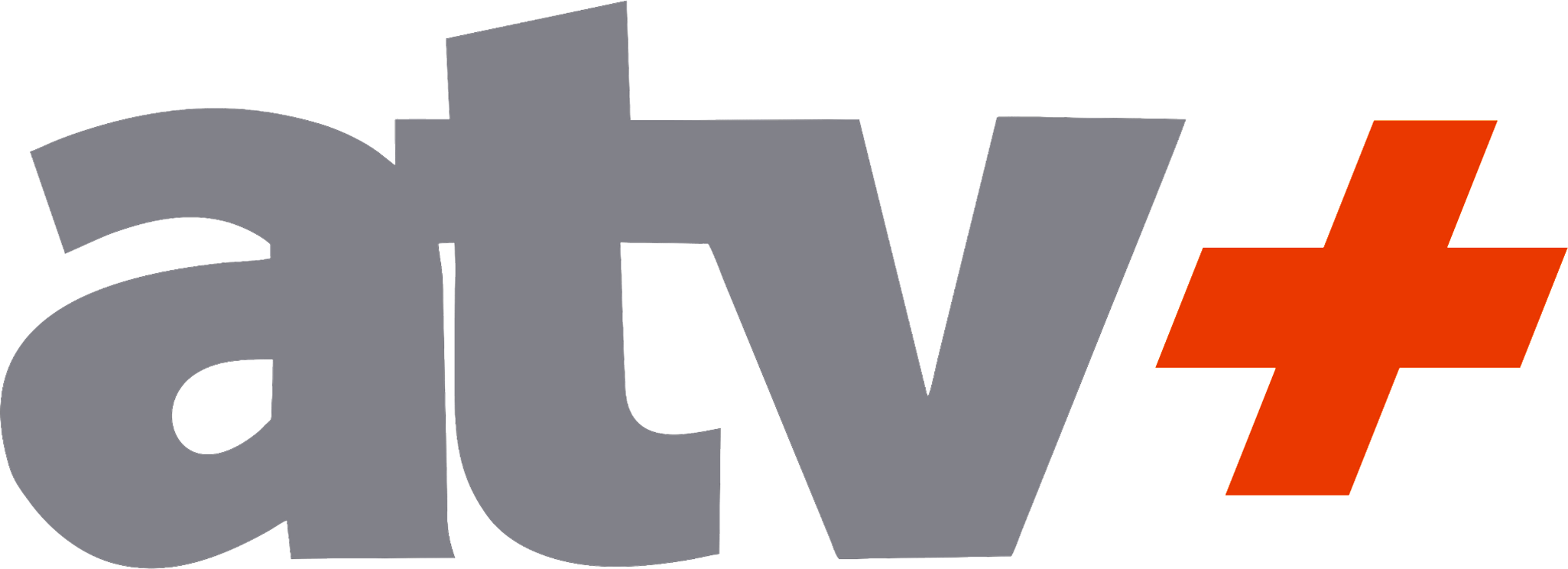
2011-2015
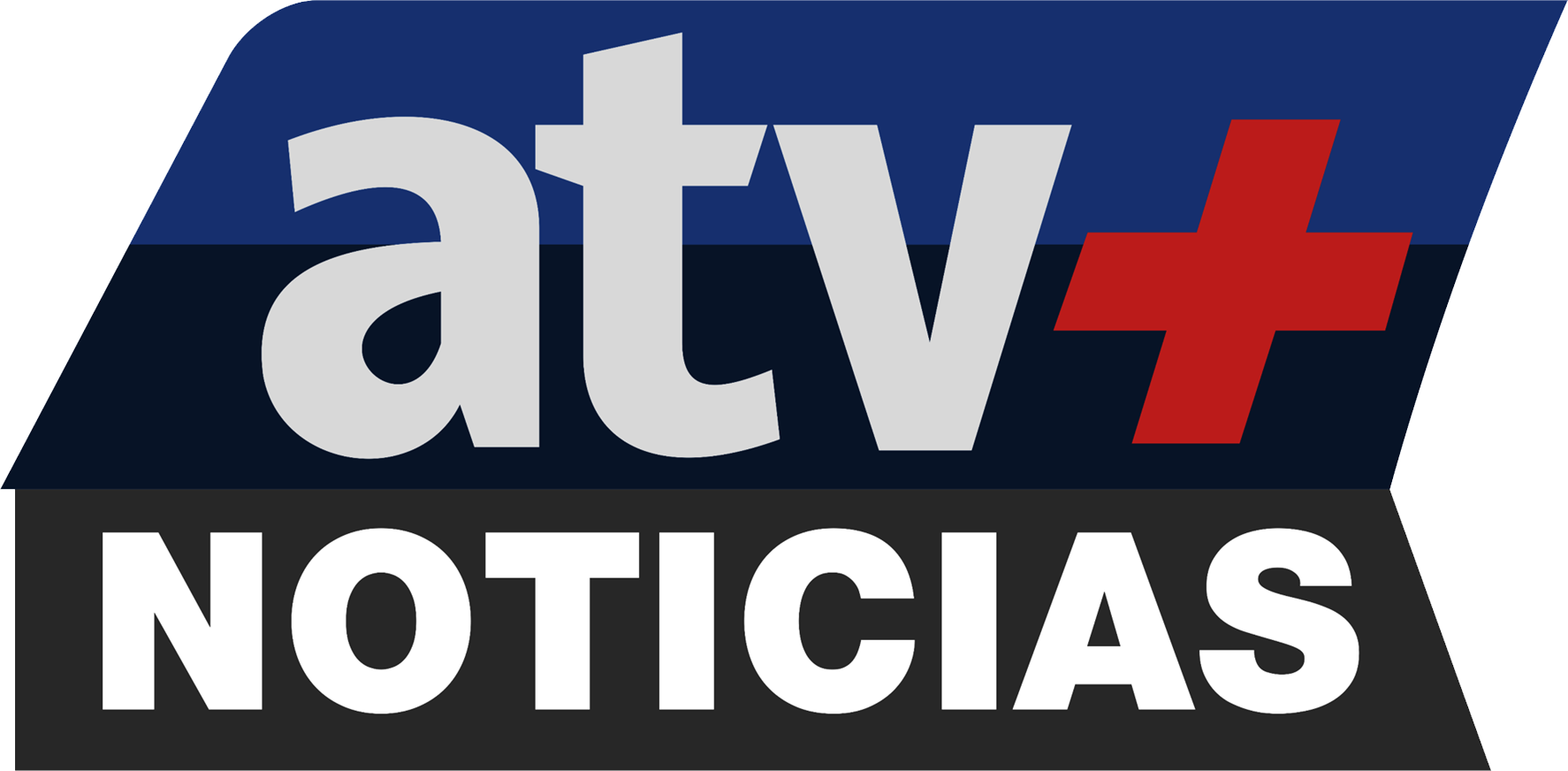
2015-2018
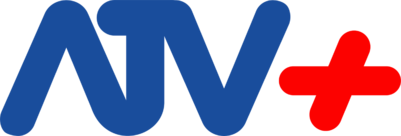
Febrero/Abril 2018
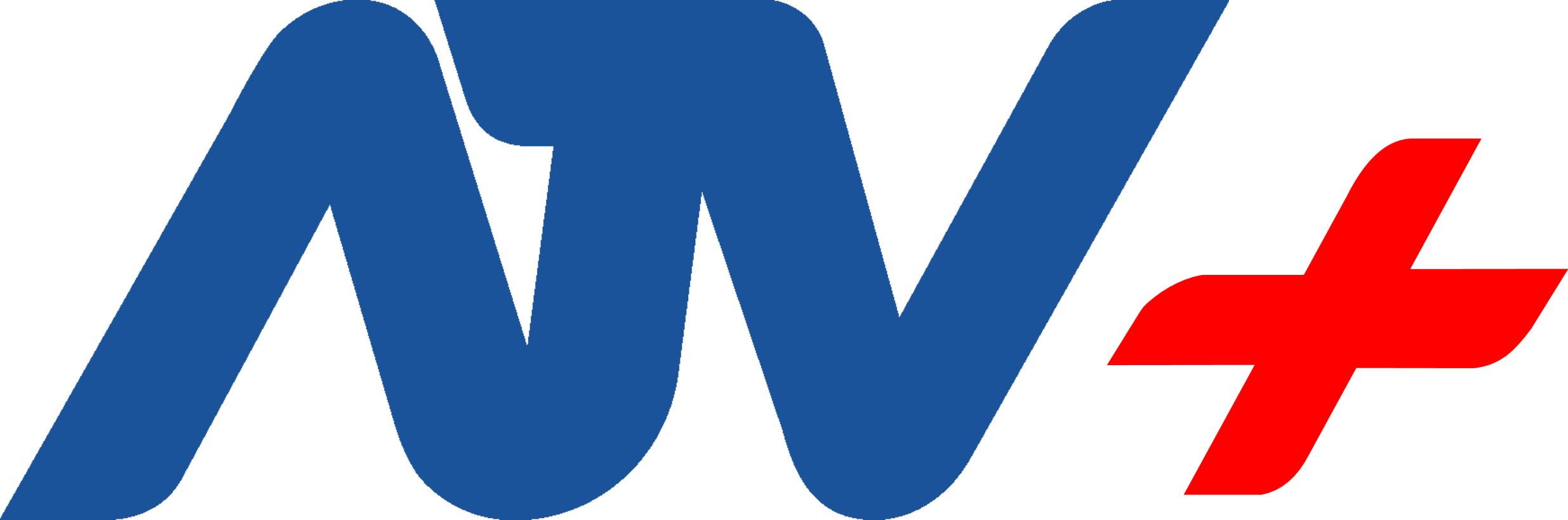
Desde Abril 2018 (Versión 2D)
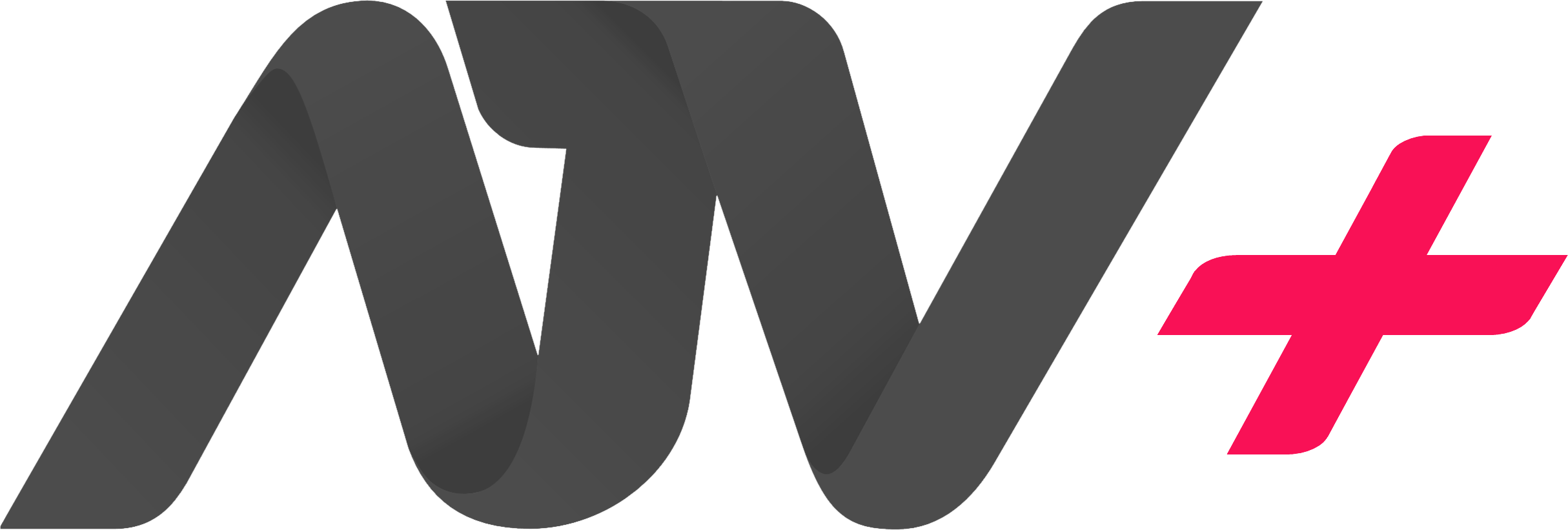
Desde Abril 2018 (Versión 3D)

## Locutores
- Luis Enrique Outten (2011-2021)
- Richard Mario (2021-2022)
- Santiago Moras (2023-actualidad)